# Helena Fuchsová
Helena Fuchsová (* 3. Juni 1965 in Tábor als Helena Dziurová; † 14. März 2021) war eine tschechische Leichtathletin.

## Biografie
Helena Fuchsová startete bei den Hallenweltmeisterschaften 1991 in Sevilla für die Tschechoslowakei über 800 Meter. Sie belegte den 13. Rang. Vier Jahre später gewann sie bei den Hallenweltmeisterschaften in Barcelona Silber mit der tschechischen 4-mal-400-Meter-Staffel. 1997 und 2001 gewann sie jeweils eine weitere Bronzemedaille. Bei den Halleneuropameisterschaften konnte Fuchsová 1998 und 2000 jeweils Bronze über 400 Meter gewinnen. Ihre einzige Medaille bei internationalen Freiluftmeisterschaften gewann sie ebenfalls über die gleiche Distanz bei den Europameisterschaften 1998.
Bei den Olympischen Spielen 1996 in Atlanta startete Fuchsová im 400-Meter-Lauf und im Wettkampf über 4-mal 400 Meter, wo sie mit der tschechischen Staffel Siebte wurde. Bei ihrer zweiten Olympiateilnahme in Sydney 2000 startete Fuchsová im 800-Meter-Lauf, wo sie den Finallauf erreichte. Dort wurde sie mit persönlicher Bestleistung von 1:58,56 min Fünfte. Im Wettkampf über 4-mal 400 Meter belegte sie erneut mit der tschechischen Staffel Rang sieben.
Bei Tschechischen Meisterschaften konnte sie zehn Gold-, vier Silber- und eine Bronzemedaille gewinnen.
Nach ihrem Karriereende 2004 blieb sie dem Sport erhalten. Sie arbeitete als Physiotherapeutin und Fitnesstrainerin und betreute unter anderem Zuzana Hejnová und die Tennisspielerin Kateřina Siniaková.
Am 14. März 2021 verstarb Fuchsová, nachdem sie seit Sommer 2019 an Krebs gelitten hatte.